# Lapp Insulators
LAPP Insulators war im Jahr 2011 ein weltweit führender Hersteller von Isolatoren aller Spannungs- und insbesondere Hochspannungsbereiche. Das Unternehmen besitzt Werke in Wunsiedel, Deutschland, Redwitz, Deutschland, (Jedlina-Zdrój), Polen, Turda, Rumänien, Le Roy (New York), USA sowie ein Joint Venture in China (Dalian). Die Forschungs- und Entwicklungsabteilungen sowie die größten Werke der Gruppe befinden sich in Deutschland (Wunsiedel und Redwitz an der Rodach). Außerdem befindet sich in Selb ein 1930 gegründetes Hochspannungslabor.
Im Jahr 2011 gehörte Lapp Insulators laut einem Bericht auf juve.de zu den größten Anbietern von Hochspannungsisolatoren weltweit.

## Geschichte
LAPP Insulators Deutschland und die Produktion von Hochspannungsisolatoren haben ihre Ursprünge in der oberfränkischen, thüringischen und schlesischen Region. Die Isolatorenherstellung entwickelte sich als Ergebnis der einsetzenden Elektrifizierung am Ende des 19. Jahrhunderts von verschiedenen Porzellan- und Keramikherstellern der Region. Der Standort Le Roy/NY, USA wurde im Jahr 1916 durch John Lapp gegründet.
Der Standort Wunsiedel hat seine Ursprünge zum einen in einer 1901 gegründeten Fabrik (ab 1921 Steatit-Magnesia AG) in Wunsiedel sowie zum anderen in der 1889 gegründeten Porzellanmanufaktur Rosenthal / Rosenthal AG aus Selb. Begünstigt wurden sie durch das Aufkommen von für die Porzellanherstellung notwendigen Rohstoffen, wie beispielsweise Speckstein in der Johanneszeche in Göpfersgrün bei Wunsiedel.
Schnell erarbeiteten sich die in Konkurrenz stehenden Unternehmen führende Stellungen am Markt und erwarben umfassende Kenntnisse in der Herstellung von keramischen Isolatoren. 1967 wurden vom inzwischen vereinigten Gesamtunternehmen die ersten, selbst entwickelten und patentierten Verbundstoffisolatoren (Rodurflex) der Weltöffentlichkeit vorgestellt.
Im Verlauf der 1980er und 1990er Jahre wurden Know-how und Produktion von Hochspannungsisolatoren vollständig auf den Standort Wunsiedel-Holenbrunn konzentriert.
Im Jahr 2001 wurde der damalige Geschäftsbereich Hochspannungsisolatoren der CeramTec AG von der amerikanischen LAPP-Insulators-Gruppe (Hauptsitz in Le Roy, Bundesstaat New York) übernommen.
Seit 2008 gehören die aus Redwitz und ursprünglich von Siemens abstammende Isolatorensparte und Aluminasparte zum Unternehmen. Seine Anfänge hatte der Standort Redwitz in Neuhaus (Landkreis Sonneberg), bis das dortige Werk nach dem Zweiten Weltkrieg enteignet wurde. Als Ersatz baute Siemens ein neues Isolatorenwerk in Redwitz auf. Mit dem Kauf der Isolatoren- und Aluminasparte des zuletzt als Argillon firmierenden Unternehmens erwarb Lapp Insulators außerdem Werke in Polen und Rumänien.
Nach einem erneuten Eigentümerwechsel im Jahr 2011 wurde der Firmensitz der Lapp Insulators Gruppe nach Wunsiedel verlegt. 2015 übernahm die Firma Pfisterer das Unternehmen. Im Juli 2021 hat der spanische Finanzinvestor PHI Industrial die Übernahme der Lapp Insulators bekannt gegeben.
In den frühen Morgenstunden des 10. September 2024 brach im Werk Wunsiedel-Holenbrunn ein Brand aus, der sich zu einem Großbrand entwickelte und große Teile des Werks zerstörte. Es waren rund 500 Einsatzkräfte von Feuerwehr, Polizei, THW und BRK vor Ort. Es kam am Brandort zu einer umfangreichen Rauchentwicklung, bei der auch Schadstoffe ausgetreten sind. Laut Polizei gerieten mehrere Tonnen Kunstharz auf dem Gelände in Brand. Infolge des Brandes wird das Werk in Wunsiedel geschlossen und die Produktion ins tschechische Werk verlagert.

## Produkte
Zur Produktpalette gehören Isolatoren aller Spannungsbereiche. In Deutschland und USA werden hochwertige Hochspannungsisolatoren bis 1100 kV aus Keramik und Kunststoff (Silikon) hergestellt. In Polen produziert man Isolatoren für die Nieder- und Mittelspannungsbereiche. In Rumänien fertigt Lapp Insulators Hohl- und Massivisolatoren für Spannungsebenen bis 420 kV.
Die Produktpalette umfasst Isolatoren für alle typischen Anwendungsgebiete wie Hochspannungsleitungen, Schaltanlagen, Antennen oder auch für die Elektrifizierung von Bahnstrecken.
Im Aluminabereich werden unter anderem Schraub- und Scheibengehäuse für beispielsweise Thyristoren aus dem Werkstoff Aluminiumoxid hergestellt.